# إرفين كاردونا
إرفين كاردونا (بالفرنسية: Irvin Cardona)‏ (8 أغسطس 1997 بنيم في فرنسا - ) هو لاعب كرة قدم فرنسي في مركز الهجوم. لعب مع سيركل بروج.

## وصلات خارجية
- إرفين كاردونا على موقع الاتحاد الأوربي (الإنجليزية)
- إرفين كاردونا على موقع قاعدة بيانات كرة القدم.إي يو (الإنجليزية)
- إرفين كاردونا على موقع ليكيب (الفرنسية)
- إرفين كاردونا على موقع Soccerway.com (الإنجليزية)
- إرفين كاردونا على موقع عالم كرة القدم.نت (الإنجليزية)